# Соломенная вдова

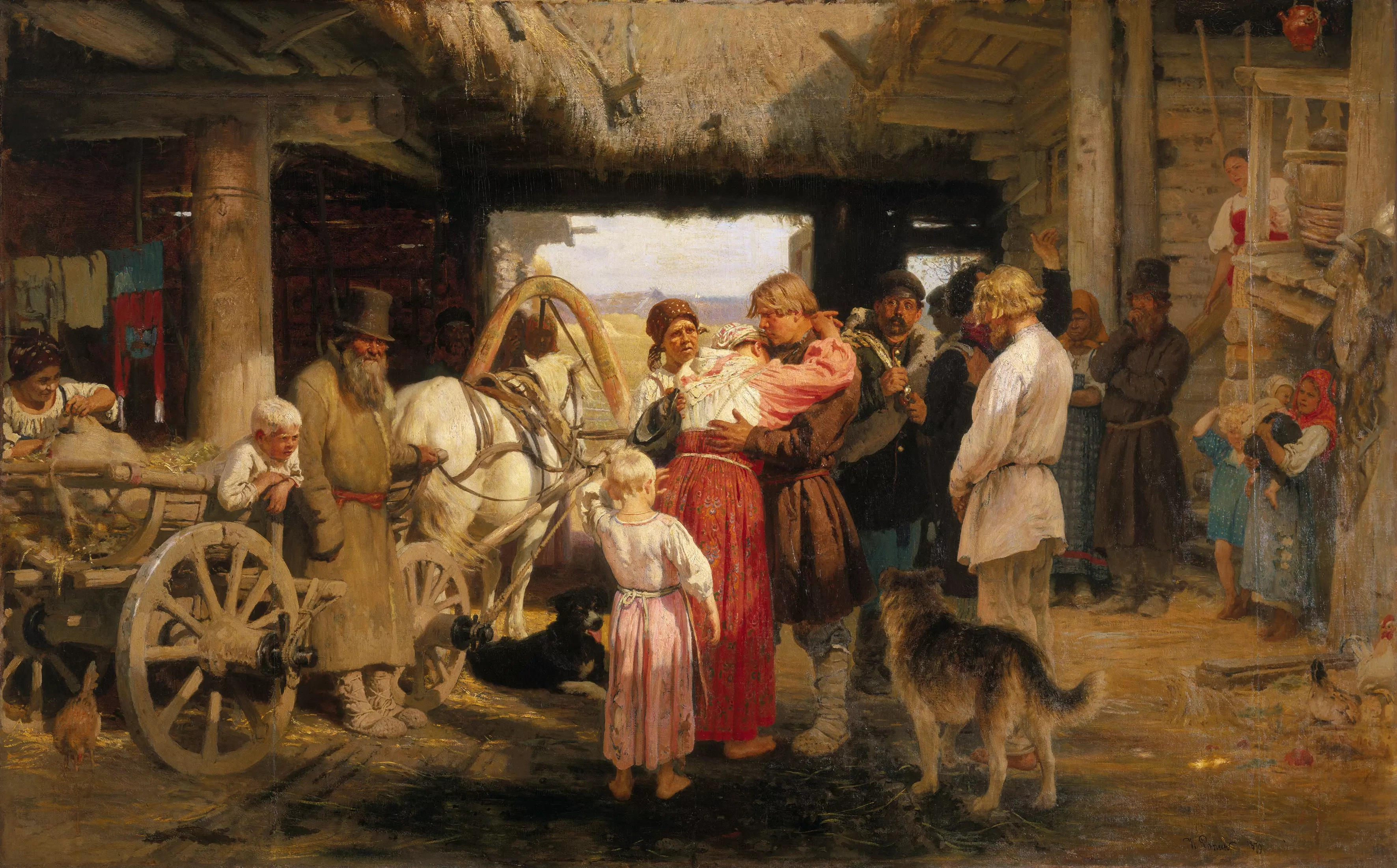
Илья Репин. «Проводы новобранца», 1879. Санкт-Петербург, Государственный Русский Музей. Молодая жена прощается с призванным в армию мужем. Репин происходил из бедной солдатской семьи, его отец более двадцати лет провёл в армии, и семья очень бедствовала.

Соло́менная вдова́ — фразеологизм, означающий женщину, по каким-либо причинам временно оставшуюся без супруга или не живущую вместе с ним продолжительное время. Мужской эквивалент — соломенный вдовец. По мнению большинства исследователей, во многие языки попало как буквальное заимствование из немецкого. В прирейнских землях девушку, родившую внебрачного ребёнка, в виде наказания выставляли напоказ с соломенным венком на голове. Таких женщин называли Strohbraut (соломенная невеста), или, по другим сведениям, Strohwitwe (соломенная вдова). Ещё по одному мнению, фразеологическая единица этимологически связана с обычаем рожать на соломе. В таком случае соломенная девушка понимается в значении лежавшая на соломе, то есть уже рожавшая.  
В Российской империи в категорию соломенных вдов попадали часто жёны солдат-рекрутов, мобилизованных много лет служить в армии. За солдатками закрепилась негативная репутация как распутных, ненадёжных женщин, находившихся вне традиционного уклада жизни. В современное время фразеологизм употребляется в основном в шутливом значении и без отрицательной оценки.

## История
Во многих языках Европы и Азии содержатся фразеологизмы, обозначающие положение женщины (реже мужчины), чей супруг по каким-либо причинам временно отсутствует. Наибольшее распространение получили выражения, описывающие данную ситуацию, посредством словосочетания «соломенная вдова (эквивалент — вдовец)». По мнению большинства филологов и этнографов понятие соломенная вдова представляет собой кальку из немецкого языка и образовано от слова Strohwitwe (Die Strohwitwe). Оригинал связан со средневековым обычаем, зафиксированным в прирейнских местностях. Девушку, прижившую ребёнка без брака, выставляли на позор с соломенным венком на голове. По мнению русского лингвиста Морица Михельсона, таких женщин называли Strohwitwe (букв. — соломенная вдова), то есть она была вдовой мужа, хотя и живого, но с ней в законном браке не проживающего. По сведениям авторов труда «Словарь русской фразеологии. Историко-этимологический справочник» такие жёны были известны под названием — Strohbraut (соломенная невеста). Также, по их оценке, к этим понятиям близки слова Graswitwe (травяная вдова) и Strohwitwe. Связка соломы являлась в культуре индоевропейских народов (например, немцев, русских) олицетворением заключённого договора, передачи чего-то кому-либо, в том числе это распространялось и на институт выдачи замуж. Михельсон связывал этимологию с веном, платой у славян за что-либо, в частности за свадебный венок, символ девственности. Впоследствии вено стало означать выкуп невесты, а также приданое (ср. венец — свитый из листьев, цветов (соломы)). Вено, венец восходят к санскритскому корню, означающему «связку, собственно, волос, как атрибута вдов и жён, оставленных мужьями». В немецком языке выражение Strohbraut (соломенная невеста) зафиксировано в 1399 году, Graswitwe (травяная вдова) — в 1598 году, а Strohwitwe (соломенная вдова) — в 1715 году. При этом французское обозначение распутной женщины — paillarde (букв. — соломенница) — ещё более раннее, оно встречается в 1266 году. При анализе чешского обычая прибивать на ворота соломенный венок девушкам, потерявшим невинность до брака, выдвигалось предположение, что такие действия основаны на противопоставлении «с живым, зелёным венком „настоящих“ (честных) невест». Также предпринимались попытки вывести значение из распространённых в быту многих народов соломенных чучел.
Российский лингвист-этнограф Александр Страхов связывал происхождение понятия с традициями использования соломы в народном христианстве, культе плодородия. Так, в Европе существовал обычай рожать на соломе, этот акт соотносился с евангельской историей о рождении Иисуса Христа в хлеву (Лк. 2:4-7). У многих европейских народов обозначение слова роды было связано с соломой. В скандинавских странах роженице готовили родильное место на полу и укладывали её на солому. С этим связано то, что повитуха в Северной Норвегии (Нордланд) называлась stråmor (соломенная мать), а младенец — stråbarn (соломенный ребёнок). Страхов предположил, что такие немецкие слова, как Strohwitwe (разводка, букв. соломенная вдова) и Strohwaise (букв. соломенный сирота) связаны с немецким словом Strohmutter — повитуха, в значении ненастоящая мать. Как указывал Страхов, по другому мнению Strohwitwe восходит к немецкому наказанию девушек, вступивших в половую связь до брака. Им вешали на шею соломенную гирлянду (вместо чего можно было заплатить штраф — Strohkranzgeld). Так, в баварском диалекте зафиксировано понятие Strô-jungfer — нечестная, букв. соломенная девица, в значении «лежавшая на соломе», то есть уже рожавшая. Такое толкование, по оценке Страхова, в конечном итоге отсылает к обычаю рожать на соломе. 
Михельсон предполагал, что словосочетание близко к таким обычаям, как стлать постель новобрачных на ржаных снопах. Также он объяснял, что муж, покинувший жену, оставлял её «при одной соломе». Российский лингвист Елена Березович, приводя эти примеры из статьи Михельсона, писала, что видимо это следует понимать следующим образом «молодожёны спят на соломе, а при отсутствии мужа жена остаётся только с соломой». Выражение также объяснялось в том плане, что женщина, которая оставлена мужем, остаётся «на соломе». В трагедии Иоганна Гёте «Фауст» ветреная Марта Швердтлейн, знакомая главной героини Маргариты, сокрушается о своей судьбе и тому, что у неё долго нет сведений, жив или мёртв её муж (перевод Бориса Пастернака): «Прости господь, мой муженёк // Женою бедной пренебрёг! // Соломенной вдовою вяну, А сам уплыл за океаны. // А видит бог, я ль не жена? // Любила и была верна». От Мефистофеля ей становится известно, что муж умер на грязной соломе в Падуе. Дьявол говорит, что он и его друг (Фауст) могут зафиксировать смерть умершего: «Признанье очевидцев двух // Достаточно для справки устной».  
Наибольшее распространение в различных языках получило фразеосочестание на основе соединения с соломой (травой): немецкий язык — Strohwitwe, Strohwitwer; английский — straw widow, белорусский — саламяная ўдава, саламяны ўдавец, болгарский — сламена вдовица, сламенен вдовец, русский — соломенная вдова, соломенный вдовец, венгерский — szalmaözvegy, итальянский — vedova di paglia, коми — идзас дöва, эрзя олгонь дова, латышский — salmu atraitne, польский — słomiana wdowa, słomiany wdowiec, сербский — сламната удовица, словацкий — slamený vdovec, slamená vdova, словенский — slamnata vdova, slamnati vdovec, хорватский — slamnati udovac, slamnata udovica, украинский — солом’яна вдова, солом’яний вдiвець, французский — veuve de paille, чешский — slaměná vdova, slaměný vdovec,и др. Кроме того, во многих языках кроме основных форм существуют и диалектные. В некоторых культурах, часто в тюркских, ситуация временно отсутствующего супруга может быть представлена в форме перифраза (непрямого, описательного оборота): Кабардино-Балкария — эрч юйде болмагъан къатын (жена отсутствующего дома мужа), Таджикистан — бевазани зинзаҷудо (вдова — женщина, живущая отдельно), Татарстан — вакытлыча иреннән аерым торучы хатын кеше (женщина, временно живущая отдельно от мужа).
В различных языках степень использования фразеологизма варьируется. Так, в наибольшей мере он представлен в немецком, русском, польском, чешском, но реже в сербском, французском, хорватском.
Для германской языковой группы характерны выражения «травяные вдовы»: нидерландский язык — Graswitwe, норвежский — gressenke, датский — græsenke, шведский — gräsänka и др. От корней этих слов образуются и другие слова этого типа (вдовец, сирота). Наибольшее распространение «травяная» образность при описании матримониальных отношений получила в английском языке, в котором выражение grass widow (букв. травяная вдова) зафиксировано в 1527 году (по другим сведениям в 1528 году), вероятно являясь калькой немецких синонимичных сложных слов Strohwitwe и Graswitwe. Оно применялось к соблазнённой девушке, не сохранившей девственность до свадьбы, либо к женщине, покинутой любовником. Английский филолог В. Коллинз выводил его из ситуации, когда жена, «временно разлучённая с мужем из-за его отлучки из дому, уподобляется лошади, выпущенной на пастбище (out at grass) и не выполняющей своих обычных обязанностей». Советский лингвист Наталия Амосова расценила такую трактовку слишком вольной и бездоказательной: «объяснение Коллинза расходится с обычным объяснением этого выражения как результата искажения и последующего переосмысления первоначального сочетания grace widow (букв, ‘вдова из милости’, т. е. женщина, называемая из вежливости вдовой, хотя она попросту брошена мужем)». В XIX веке выражение употреблялась в отношении женщины неблаговидного нрава, муж которой часто и надолго имел обыкновение покидать дома, чаще обычно по делам. Однако со временем отрицательные оценки снизились, установившись в более нейтральной форме: «a married woman whose husband is temporarily absent on holiday, because of his work etc» (замужняя женщина, муж которой временно отсутствует по различным причинам, например, по работе). В середине XIX века в США под воздействием социально-экономических реалий калифорнийской золотой лихорадки (1848—1855) фразеологизм закрепился в форме California widow — калифорнийская вдова, причём с осуждающими коннотациями, присущими первоначальным значениям травяной вдовы в английском языке. С тех пор в американском английском он сохраняет отрицательную оценку предосудительного поведения жены, оставшейся без мужа. Позже в английском языке на основе формообразования grass widow появилось нескольких новых разговорных выражений скорее шутливого плана, указывающих на одиночество жены, у которой муж чем-либо чрезмерно увлечён: golf widow (вдова гольфа), football widow (футбольная вдова), cyber widow (игровая вдова), fishing widow (вдова рыбалки) и т. п.
В этом доме до войны жили три брата. Теперь все они были в армии. Один из них успел жениться, и на весь дом оставалась его юная, цветущая и не слишком скучающая жена. Вспоминая её, я прихожу к выводу, что соломенная вдова потому и называется соломенной, что воспламеняется легко, как солома.
В Российской империи соломенными вдовами часто становились «солдатки» (солдатская жена, рекрутка, жена нижнего воинского чина) — женщина, муж которой был рекрутирован или призван (мобилизован) в армию. Срок службы обычно составлял 25 лет. С 1874 года в империи в ходе военной реформы Дмитрия Милютина была введена всеобщая личная воинская повинность, которой подлежало всё мужское население России. С этого времени срок службы сократился до шести лет. Тогда же термин «рекрут» был заменён словом «новобранец». Многолетние сроки службы рекрута приводили к значительным социально-личностным проблемам, так как семья могла больше уже никогда не воссоединиться. В отличие от вдовы, солдатка не могла быстро выйти замуж, что негативно отражалось на материальном и общественном положении как её лично, так и детей. Длительное отсутствие мужа становились причиной распада привычного образа жизни таких женщин, что приводило к их маргинализации. Постой войск и неразборчивые связи, различные общественные ограничения приводили к изменению её прежнего поведения, в частности, это отражалось в сексуальной жизни. Зачастую они изменяли далёким мужьям и рожали незаконнорожденных детей, что ещё более усугубляло их статус: «общественное мнение окружения солдатки было „уверено“ в её потенциальной неверности, постоянно напоминая несчастной „соломенной вдове“, что она неизбежно придёт к подобию „падшей“ женщины и это её рок и её судьба». Неустроенность, низкий уровень материального положения, осуждение со стороны родственников и крестьянской общины, откуда в основном набирали рекрутов, вызывали отказ от детей, детоубийства. Так, солдатки в государстве составляли около трёх процентов населения, но из них более половины были осуждены за такой вид тяжкого преступления, как убийство новорожденного. 
Среди казаков бытовало диалектное понятие, аналогичное солдатке — жалмерка (жармелка, жалнерка, жармилка, жалмерка, жармелка). Существовал и мужской эквивалент — жалмер. Жалмерки осуждались обществом за вольное поведение, к некоторым могли применяться традиционные меры осуждения — измазывание ворот дёгтем либо вовсе снятие их с петель. Историк Леонид Беловинский в этом отношении писал: «Жалмерки отличались (либо подозревались) в склонности к свободному, разгульному поведению, так как над ними не было власти ни мужа, уходившего на долгие годы на службу, ни родителей, ни помещика, ни сельского начальства: жены солдат числились по Военному ведомству». Неодобрительное отношение к нарицательной женской греховности, неверности нашло отражение в русской паремии: «Муж по дрова, жена — соломенная вдова». На английский язык фразеологическую единицу соломенная вдова, жалмерка обычно переводят из русской литературы (например, из произведений Михаила Шолохова, где жалмерка неоднократно встречается) как grass-widow, но могут также передавать посредством перифраза. В современное время в русском языке словосочетание употребляется в основном в шутливом значении и лишено отрицательной коннотации. 
В иудаизме женщина, не получившая «гет» (религиозный развод), обычно именуется агуна («безмужняя жена»), примерно тоже, что по-русски звучит как соломенная вдова. Положение её детей, рождённых после развода, пусть даже и в новом браке, но без получения вполне законного гета со стороны первого мужа, с точки зрения религиозного права очень незавидное. Таких детей называют мамзерами, их положение в общине (в отличие даже от незаконнорождённых детей, на которых еврейская традиция не ставит клейма) было унизительно. Мамзер не мог вступить в брак с евреем, равно как и стать членом общины.